# Bonthe
Bonthe ist eine Gemeinde in Sierra Leone, einem Staat in Westafrika. Sie ist Hauptort des Distrikts Bonthe und liegt im Chiefdom Sittia in der Süd-Provinz. Die Stadt befindet sich im Osten der Insel Sherbro (Bonthe) an der Atlantikküste. Sie liegt rund 140 Kilometer südsüdöstlich der Landeshauptstadt Freetown.

## Geschichte

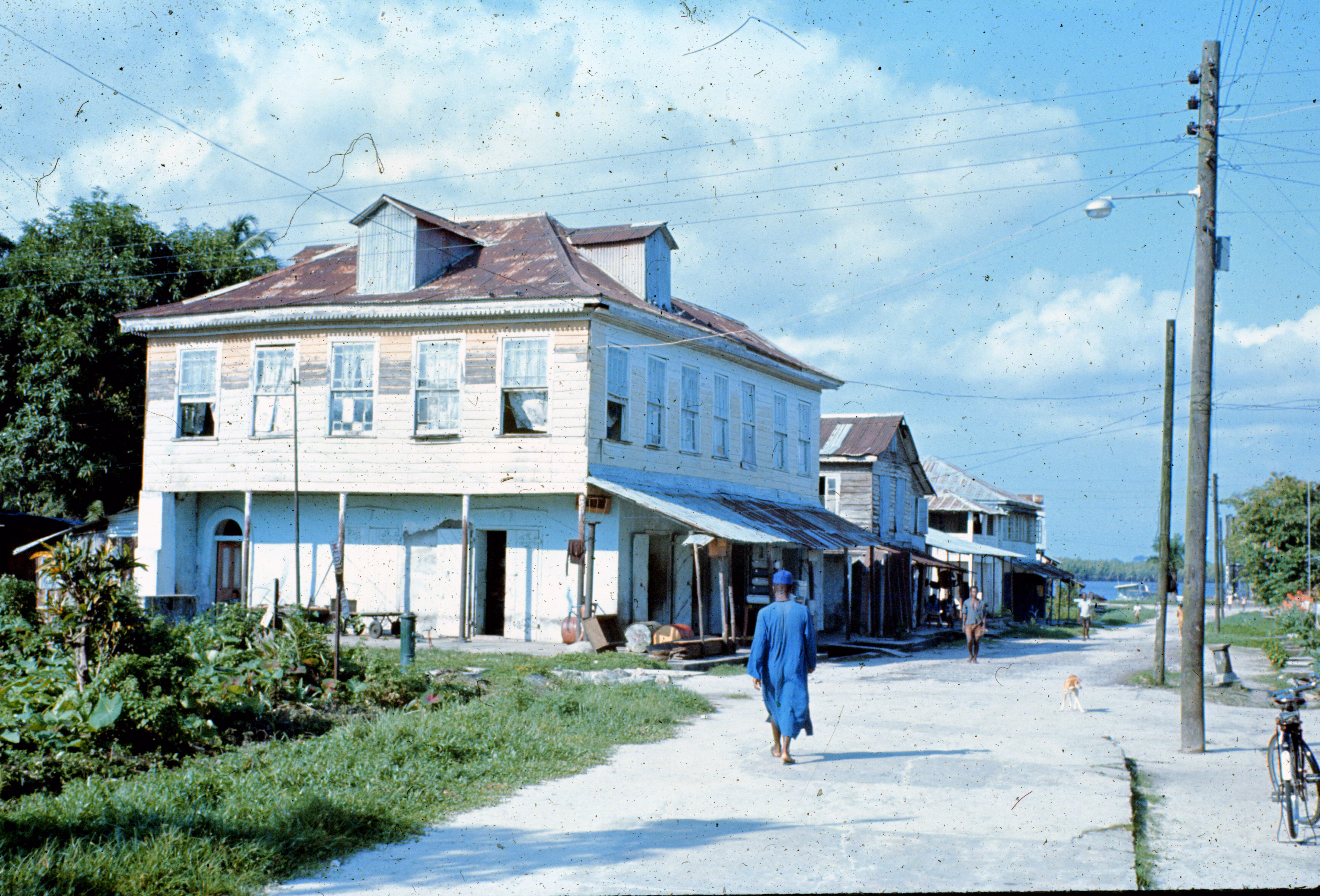
Straße in Bonthe (2008)

Der Ort wurde im 19. Jahrhundert von befreiten Sklaven gegründet. Bevor die Amerikaner nach Monrovia im benachbarten Liberia gingen, war die Insel Sherbro ein möglicher Ansiedlungsplatz für afroamerikanische Rückkehrer. Um Ärger mit den Briten zu vermeiden, wurde die Idee fallen gelassen.
Ende Dezember 2019 wurde der historische Uhrturm nach längeren Instandsetzungsarbeiten wiedereröffnet.

## Bevölkerung
Die Bevölkerung gehört vor allem zum Volk der Bullom-Sherbro. Außerdem gibt es zahlreiche Kreolen. Die Einwohnerzahl stagnierte zwischen 1963 und 1974 (Wachstum von 6230 auf 6398 Einwohner). Seither wächst sie. 1985 wurden 7210 und 2004 9740 Einwohner gezählt. 2021 lag die Einwohnerzahl bei 12.376.

## Wirtschaft und Infrastruktur

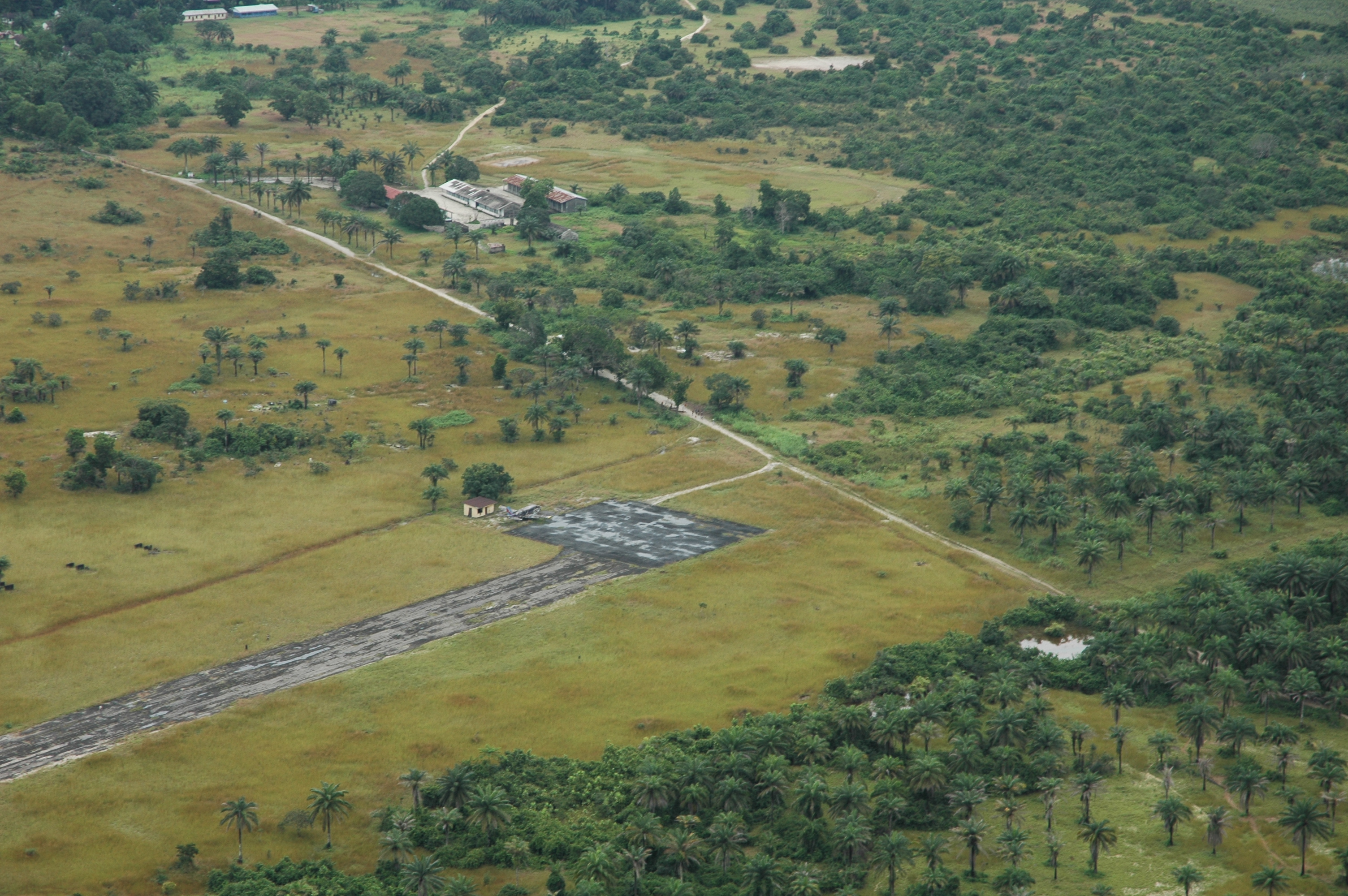
Teilansicht der Flughafenbahn

Früher war Bonthe nach Freetown der wichtigste Seehafen des Landes. Die Bedeutung ist allerdings stark gesunken, denn die Hafenanlagen sind veraltet. Hauptexportprodukte sind Palmöl, Ingwer und Kaffee. Außerdem ist die Stadt Marktplatz für Nassreis, Fisch und Passionsfrüchte.
Die Stadt hat ein Krankenhaus und Verwaltungsgebäude der Lokalregierung und am Ortsrand einen inaktiven Flugplatz.